# Мец-Кампань
Мец-Кампа́нь или дословно Мец-пригород (фр. Metz-Campagne) — упразднённый округ во Франции, один из округов в регионе Лотарингия, департамент округа — Мозель. Супрефектура — Мец.
Численность населения округа в 2006 году составляла 217 686 человек. Плотность населения составляла 208 чел./км². Суммарная площадь округа — 1047 км².
Округ упразднён в декабре 2014 года, на основании Декрета № 2014—1721 от 29 декабря 2014 года и с 1 января 2015 года объединён с округом Мец-Виль в новый округ Мец в качестве административного центра для 143 коммун департамента Мозель.

## Кантоны
До своего упразднения включал в себя кантоны:
- Арс-сюр-Мозель (центральное бюро — Арс-сюр-Мозель)
- Мезьер-ле-Мец (центральное бюро — Мезьер-ле-Мец) (создан в 1973 году)
- Маранж-Сильванж (центральное бюро — Маранж-Сильванж) (создан в 1985 году)
- Монтиньи-ле-Мец (центральное бюро — Монтиньи-ле-Мец) (создан в 1967 году)
- Панж (центральное бюро — Панж)
- Ромба (центральное бюро — Ромба) (создан в 1967 году)
- Верни (центральное бюро — Верни)
- Вижи (центральное бюро — Вижи)
- Вуаппи (центральное бюро — Вуаппи) (создан в 1961 году)